# Paracles pallicosta
Paracles pallicosta là một loài bướm đêm thuộc phân họ Arctiinae, họ Erebidae.